# Juno II
Juno II byla americká nosná raketa, odvozená z rakety balistické střely Jupiter IRBM. Byla používaná od konce roku 1958 do května 1961. Základní první stupeň byl převzat z Jupiteru a konfigurace horních stupňů byla identická s raketou Juno I. První stupeň o délce 18,28 metrů a průměru 2,67 metru byl vybaven jedním motorem S-3D na RP-1 a kapalný kyslík. Druhý stupeň byl tvořen jedenácti raketovými motory na tuhé pohonné látky, odvozenými od MGM-29 Sergeant. Třetí stupeň byl poskládán ze tří Sergeantů a čtvrtý stupeň měl jediný motor. Při letu, pořadové číslo AM19B, startovala raketa pouze se třemi stupni, což poskytlo dalších 9 kilogramů nosnosti, avšak na nižší orbitu.
Raketa byla vyvinuta týmem vědců z Redstone Arsenal pod vedením Wernhera von Brauna. Cílem projektu bylo zvýšení nosnosti raket. Při vývoji Juno II bylo použito stejného postupu, jako u Juno I, tedy přestavěním stávajícího vojenského vybavení pro potřeby kosmických letů. Tímto postupem bylo ušetřeno mnoho finančních prostředků a značná byla i úspora času. Ačkoli raketa dosáhla jistých úspěchů, stále se opakovaly podobné závady jako u předchozích raket Vanguard a Juno I a raketa tak dosáhla pouze 40% úspěšnosti. 28. ledna 1959 se konal National Aeronautics and Space Council na kterém se raketa Juno II dočkala, stejně jako Vanguard, Thor-Able a Juno I (Jupiter-C), kritiky za neuspokojivé výsledky, uspěchanou konstrukci a nedostatek potenciálu pro budoucí rozvoj.

## Seznam startů
| Sériové číslo | Datum             | Odpalovací stanoviště | Náklad              | Výsledek         |
| ------------- | ----------------- | --------------------- | ------------------- | ---------------- |
| AM11          | 6. prosinec 1958  | Cape Canaveral LC5    | Pioneer 3           | částečné selhání |
| AM14          | 3. březen 1959    | Cape Canaveral LC5    | Pioneer 4           | úspěch           |
| AM16          | 16. červenec 1959 | Cape Canaveral LC5    | Explorer 6 (S-1)    | selhání          |
| AM19B         | 14. srpen 1959    | Cape Canaveral LC26B  | Beacon 2            | selhání          |
| AM19A         | 13. říjen 1959    | Cape Canaveral LC5    | Explorer 7          | úspěch           |
| AM19C         | 23. březen 1960   | Cape Canaveral LC26B  | Explorer 8 (S-46)   | selhání          |
| AM19D         | 3. listopad 1960  | Cape Canaveral LC26B  | Explorer 8          | úspěch           |
| AM19F         | 25. únor 1961     | Cape Canaveral LC26B  | Explorer 10 (S-45)  | selhání          |
| AM19E         | 27. duben 1961    | Cape Canaveral LC26B  | Explorer 11         | úspěch           |
| AM19G         | 24. květen 1961   | Cape Canaveral LC26B  | Explorer 12 (S-45A) | selhání          |